# Ceza
Ceza är en artistnamnet på en turkisk rappare. Han föddes 1976 i stadsdelen Üsküdar i Istanbul som Bilgin Özcalkan.

## Biografi
Ceza började rappa i trettonårsåldern och fick tillsammans med sin grupp Nefret sin första skiva, "Meclisi-ala-Istanbul", utgiven när han var tjugoett. Detta var 1998. Två år senare släppte Nefret skivan "Anhatar". Därefter gick Ceza och Nefret skilda vägar, eftersom Nefret mest ville spela Underground.
Hittills hade Bilgin Özcalkan använt sig av sitt riktiga namn, men runt år 2000 kom han på namnet "Ceza", vilket blev hans artistnamn. Ceza släppte sin första soloplatta "Med-cezir" 2001. År 2004 släppte han sitt andra album "Rapstar". På den sjöng han bland annat en låt med den svenska hip-hop-gruppen "Fjärde världen". Två år senare, 2006, släppte han sitt tredje album "Yerli plaka".
Ceza rappar mest om aktuell politik och om vad som händer på gatorna, det vill säga om hur stadsungdomar upplever sin värld. I sina texter kritiserar han ofta amerikansk Gangstarap för att denna innehåller alldeles för mycket våld för att vara i hans smak.

## Diskografi

### Album

#### Sözlerim sillahim
1. Kuvvet Senaryo
2. Kıyamet Alameti
3. Katil Senfoni
4. Gerçekleri Gör (Rotalarım Şaştı)
5. Acımasız Yaşam
6. Kuytu Köşeler
7. Durum Beter Artık Yeter
8. Gözegöş Dişediş
9. Bu yaka (Bombala)
10. Vahşet kapında
11. Pes Etmek Yok teslim Olmak Yok
12. İnkar Boşuna (Yaşam Denen Komedi) feat. Ceza
13. Duman (Çek İçine)
14. Sözlerim Silahım
15. Beyaz Ölüm (Kara Vatan) Feat. Jay One
16. Doğ ve Yaşa
17. Tek Başına Dimdirek Yaşa
18. Olacak Dostum
19. Kötülüğe Teslim Oluyor İnsan feat. Cabbar & Misero

#### Yeralti operasyonu(Underground)

##### Låtar
1. Rap adina Underground adina ft Sentez asya
2. Sanal alem delikanlari ft Sagopa Kajmer
3. Yer alti operasyonu ft Fuat, Sagopa Kajmer, Sentez asya, Dj micheck, & Sirhot.

#### Meclis - i - ala Istanbul1998

##### Låtar
1. Intro
2. Yeraltında Yaşamak
3. Doğanın Kanunu
4. İstanbul
5. Radyo Röportajı
6. Dünya ve Para
7. Kılıcın Ruhu
8. Yürü ve Dinle
9. İntihar
10. Bu Benim Dünyam
11. Nefret Sineması
12. Önüne Bak
13. Hiphop bir bomba
14. Yeter Artık
15. Beat Box Show
16. İstediklerim ve Yapamadıklarım 17-Yüzyüze
17. Outro
18. Panaroma Harem
19. Panaroma Harem rmx.

#### Anahtar1999

##### Låtar
1. Intro
2. Anahtar feat. Sirhot
3. Kapılar Kapandı
4. Şok feat Erci E
5. Interlude
6. Haram Dünyası
7. Doğru Olan Zordur feat. Ayben
8. Pop Pop feat. Bektaş & Kader K.
9. Şahi
10. Herif Manyak
11. Hep Hiphop
12. Interlude
13. Yalan Rüzgarı feat. Sirhot & Fresh B.
14. Dokuz Köy
15. Şok (Remix) feat. Erci E & Sirhot
16. Anahtar (Remix)
17. Anahtar

### Soloalbum

#### Med-cezir(2002)

##### Låtar
1. Med Cezir
2. Tek Bir İhtimal Var
3. Sokak Sanatı
4. Meclis-i Ala feat. Dr. Fuchs
5. Buz Dağları
6. Anladınmı Derdimi Bu….
7. Savaş Çocukları
8. Kalbim, Rapim, Nefretim, Cezam
9. Komedyenler İşbaşında feat. Dj Funky C
10. Ceza Sahası
11. Kalbim Reosta feat. Sirhot
12. Dejavu
13. Açık Arttırma

#### Rapstar(2004)

##### Låtar
1. Intro
2. Ben Ağlamazken
3. Holocaust
4. Rapstar
5. Bu Rap Muharebe feat. Fuat
6. Araturka Faslı
7. Sinekler ve Beatler feat. Sahiyan & Ayben
8. Panorama Harem
9. Anneme
10. Tamam feat. Fjarde Varlden
11. Sabah Bastı Geceyi (Savaş Çocukları Pt. 2)
12. Neyim Varki feat. Sagopa Kajmer
13. Fatalrhyme VIP
14. Aratekrar
15. Rudeboy vs. Bad Boy feat. Dr. Fuchs
16. Alaturka Çeşmesi
17. Hasat Zamanı
18. Buna Dur Dedi General
19. Araba
20. Panorama Harem Remix
21. Ben Ağlamazken Remix
22. Hasat Zamanı enstrümantel

#### Feyz al (Maxi single(2006)

##### Låtar
1. Feyz Al
2. Sen Oyna Dilber feat. Killa Hakan
3. İt Dalaşı
4. Feyz Al (Radio Edit)
5. Feyz Al (Enstrümantal)

#### Yerli plaka(2006)

##### Låtar
1. Kemerini Bağla
2. Yerli Plaka
3. Gelsin Hayat Bildiği Gibi ft. Sezen Aksu
4. Şaşkın Oğlan ft. Ayben
5. Sen Oyna Dilber Remix
6. Dark Places ft. TECH N9NE
7. Orientjazz ft. Samy Deluxe, Afrob & Sahtiyan
8. Efkar Perdesi
9. Hadi Bize Bağlan ft. Eko Fresh,Killa Hakan,Summer Cem
10. Fark Var
11. Gece Gündüz Karışmaz
12. Psulam Yok ft. Alaturka Mavzer, Mihenk Taşı, Emre
13. Önce Kendine Bak
14. Gene Elde Mendil ft. Sahtiyan & Yener
15. Acı Biber
16. Hiza ve Nizam Yok
17. Ne Benim

## Singlar
- Benim Adım Ceza
- Sıra Sende
- Sahilden (Burcu Günes ft.Ceza)
- Şehir (Candan Ercetin ft.Ceza)
- Ab-i Nafi (Mercan Dede ft.Ceza)
- Worauf Wartest Du (Massive Töne ft.Ceza)
- Mürekkep Doldurdum
- Tüm Zamanların Tek Arananı (ft.Sahtiyan)
- Illegal feat, Fuat
- Gheddo Remiks (Eko Fresh ft.Killa Hakan, Yener & Ceza)
- Gelsin Hayat Bildiği gibi (Sezen Aksu ft.Ceza)
- Ihr braucht uns feat. Micheal Mic, Killa Hakan und Bitirim
- 3 atlı 7 katlı featuring Sahtiyan und Hemsta
- Stress Yap feat. Emre, Summer Cem, Selo
- Arka Sokaklar feat. Kool Savaş & Ceza & Bintia
- Kadıköy – Kreuzberg feat. Ceza & Eko Fresh & Summer Cem & Emre
- Rap Game feat. Ceza & Gekko
- Tamam feat Fjärde världen
- Bana izin yok mu
- Feyz al maxi single
- Falaka ordu komutanlari
- Kadıköy Acil bekler ft Emre, Mihenk Tasi, Ayben & Alaturka mavzer
- Şaşkın Oğlan ft. Ayben
- Streetball (Underground)
- Sanal Alem Delikanlilari (Sagopa Kajmer feat.Ceza)
- Namarzi (Killa Hakan & Fuat feat.Ceza)
- Şeytana Uyan
- Minimalite Remix (Dr.Fuchs feat.Ceza)
- Online (Narcotic feat.Ceza)
- Yıldızlar Yerde (Sirhot feat.Ceza)
- Yıldızlar Yerde II (Sirhot feat. Ceza)
- Underground Hip Hop
- Kılıcın Ruhu 2 (Sirhot feat.Ceza)
- Suikast Nokta De (feat. Sirhot & Dr. Fuchs)
- Kim Neden Oldu (Sagopa Kajmer feat.Ceza)
- Amerikanciklilara (Fuat feat.Ceza, Sagopa Kajmer, Sahtiyan & Emre)
- Cihana Hitabe Remix (Fuat feat.Ceza)
- Verdiğim Tohumlari Ekin (Fuat feat.Ceza)
- Bu Ne Curet (Nerdan feat.Bahadir
- Pardon (Fuat feat.Ceza)
- Sitem

## Fotnoter
1. ↑  Internet Movie Database, läst: 17 juni 2019.[källa från Wikidata]